# Micropus
Micropus là một chi thực vật có hoa trong họ Cúc (Asteraceae).

## Loài
Chi Micropus gồm các loài: